# إيما ويليس (مقدمة تلفزيونية)
إيما ويليس (بالإنجليزية: Emma Willis) هي مقدمة تلفزيونية بريطانية، ولدت في 20 مارس 1976 في برمنغهام في المملكة المتحدة.

## وصلات خارجية
- الموقع الرسمي
- إيما ويليس على موقع IMDb (الإنجليزية)
- إيما ويليس على موقع قاعدة بيانات الفيلم (الإنجليزية)